# 幕間劇
幕間劇（まくあいげき）またはインテルメディオ（intermedio, 複数形：intermedi）とは、イタリアのルネサンス音楽において、劇の幕間に演じられる音楽のこと。モノディ、マドリガル・コメディと並んで、オペラの先駆けとなったものの1つである。

## 解説
幕間劇は15世紀後期にはじめて作られ、上演された。17世紀まで続いたが、このジャンルの発展のピークは16世紀後半のことである。1600年以降はほとんどの部分がオペラに吸収され、幕間劇は決まった場所（たとえば学校の中）を舞台とした、非＝音楽劇として続き、オペラの幕間に演じられたりもした。
幕間劇のために書き下ろされた音楽は殆ど現存していない。多くの音楽は、マドリガーレや器楽曲として書かれた音楽を幕間劇に使っていたのである。幕間劇の題材としては、神話もしくは牧歌が選ばれることが多く、衣裳を着た歌手や俳優が、マイムあるいはダンスで表現した。フィレンツェやフェラーラといった都市では、貴族の結婚式、公式行事が、幕間劇の上演される場所だった。メディチ家の結婚式で演じられた幕間劇に関する記録が、その内容（音楽・アクション）をもっとも良く伝えていて、たくさんの絵画や彫刻を施された舞台セットも現存している。音楽は、器楽編成のものもあれば、歌手・ダンサー・マイムが出るもの、凝った演出のものもあり、それは時代によって様々で、時にはそれらすべてを取り入れたものもあった。
16世紀になると、幕間劇はさらに複雑なものになっていき、「劇中劇」という形を取る場合も多かった。たとえば、5幕の劇の間に入る4つの幕間劇が4部構成で、それも各部ごと劇の進行に沿った異なる隠喩であったりした。（1539年のフィレンツェで上演された「Il commodo」では、4部がそれぞれ朝・真昼・午後・夜に分かれ、舞台では凝った人工太陽が機械仕掛けで動き、その時刻に応じた歌や踊りがなされた）。幕間劇が凝ったものになったことで、劇自体が、幕間劇のための幕間劇のようになってきたと言う、当時の批評家もいた。結局、それを許したことで、幕間劇はそれ自体として独立したものになり、当然の帰結として、歌と複数の幕という特徴が合体して、最終的にオペラに吸収されることになってしまったわけである。
ちなみに、同じ時期、フランスでも、独自の発展を遂げた幕間劇（intermedia, 複数形：intermedie）があり、イタリアの幕間劇と較べるとよりダンスに重点を置いている。イングランドの「仮面劇（マスク）」は幕間劇と多くの類似点を持ってはいるが、その起源は幕間劇とは異なり、独立した社会的な娯楽の派生物であった。